# Фелікс ле Бре
Фелікс ле Бре (чеськ. Felix le Breux; 5 квітня 1918, Пльзень, Чехословаччина — 4 лютого 1974, Прага, Чехословаччина) — чехословацький театральний і кіноактор.

## З життєпису
Народився в Плзні. Його французьке прізвище не є псевдонімом, але є родинним. Вчився у гімназії в Плзні. Закінчив консерваторію у 1942 році в Плзні, а на початку Другої Світової війни почав грати в театрі. Він також декілька разів був одруженим. Його остання (третя) жінка — Людмила ле Бре — була лікаркою. Прожив 55 років. Помер у Празі, похований на празькому цвинтарі «Шарка» (чеськ. Šárka).